# Зорі Парижа
«Зорі Парижа» — радянський історико-революційний кінофільм режисера Григорія Рошаля, знятий ним на кіностудії «Мосфільм» в 1936 році.

## Сюжет
18 березня 1871 року. У Парижі проголошена комуна. Уряд Тьєра сховалося у Версалі. Армія бере в облогу Париж. Ежен Горро, робітник-швець із Ліона, вливається в ряди захисників міста. На одному з міських редутів він знайомиться з Катріною Міляр, самовідданою дівчиною, що не побоялася взяти в руки зброю в ті грізні дні. Серед членів ради немає єдності і це стає смертельно небезпечним для оточеного міста. Німецькі війська, які оголосили про свій нейтралітет, симпатизують Тьєру і пропускають збройні загони до міських передмість. Версальці ціною підкупу увірвалися в місто, але були зупинені барикадами, що перегородили паризькі вулиці. Один з військових керівників комуни, генерал Ярослав Домбровський, закликає на допомогу всіх, здатних чинити опір. Незважаючи на величезну перевагу нападників, комунари приймають бій.

## У ролях
- Микола Плотников — Ярослав Домбровський, генерал Комуни
- Антоніна Максимова — Катріна Міляр
- Андрій Абрикосов — Етьєн, брат Катріни
- Віктор Станіцин — Карл Штайпер, командир Міжнародного батальйону
- Дмитро Дорліак — Ежен Горро, башмачник з Ліона
- Анатолій Горюнов — Ріше, художник
- Володимир Бєлокуров — Рауль Ріго, прокурор Комуни
- Віра Марецька — матінка Пишо
- Наум Рогожин — Вессе-старший, буржуа
- Осип Абдулов — Вессе-молодший, буржуа
- Георгій Чорноволенко — Фраппо, крамар
- Іван Бобров — Бордьє, капрал
- Микола Асланов — Тьєр, голова Версальського уряду
- Г. Єгорова-Доленко — Луїза
- Василь Бокарєв — генерал Клюзере (немає в титрах)
- Еммануїл Геллер — стрілок (немає в титрах)
- Тетяна Баришева — парижанка (немає в титрах)
- Микола Отто — фокусник в кафе (немає в титрах)
- Петро Рєпнін — служитель церкви (немає в титрах)
- Олександр Смирнов — епізод (немає в титрах)
- Григорій Мерлінський — Жан (немає в титрах)

## Знімальна група
- Сценаристи: Григорій Рошаль, Г. Шаховськой
- Режисер: Григорій Рошаль
- Оператори: Леонід Косматов, Семен Шейнін
- Композитори: Дмитро Кабалевський, Микола Крюков
- Художники: Йосип Шпінель, Олександр Жаренов